# Бад-Дюркхайм
Бад-Дю́ркхайм (нем. Bad Dürkheim, пфальц. Derkem), до 1904 года просто Дюркхайм / Дюркгейм — город в Германии, районный центр земли Рейнланд-Пфальц, бальнеологический курорт. Расположен у восточной кромки Пфальцского леса, приблизительно на полпути между Кайзерслаутерном и Мангеймом (в 18 км западнее него), на винной дороге Германии.
Входит в состав района Бад-Дюркхайм. Население составляет 18 774 человека (на 31 декабря 2010 года). Занимает площадь 102,00 км². Официальный код — 07 3 32 002.

## История
До нашей эры долину реки Изенах населяли кельты. Носители латенской культуры за 500 лет до нашей эры построили неподалёку кельтскую кольцевую стену.
Самое раннее задокументированное название города — Турнесхайм — упоминается в кодексе Лорша под 778 годом. Позже, в сохранившимся письме 946 года, город был упомянут под названием Турингехайм.
Салические монархи построили рядом с городом свой замок, который впоследствии был перестроен в Лимбургское аббатство.
В 1554 году Дюркгейм стал владением графов Лейнингенских. В 1689 году город был почти полностью разрушен французами в ходе войны за пфальцское наследство. Очень быстро восстановился и к 1700 году смог вернуть себе права города.
Благодаря солёным источникам городу был дан эпитет Солбад. В 1904 году к названию было прибавлено слово bad, то есть «курорт». В 1913 году был открыт узколинейный трамвай, связывающий Бад-Дюркхайм с пригородом.
Бад-Дюркхайм значительно пострадал в результате Второй мировой войны: так, 18 марта 1945 года город подвергся налёту англосаксонской авиации, в результате которого погибло более трёх сотен человек.

## Достопримечательности
- Руины аббатства Лимбург и замка Харденбург.
- Дюркхайм — один из первых и крупнейших в мире центров винного туризма: с XV века здесь проходит старейший в мире фестиваль вина (до 600 000 участников ежегодно).
- В 1934 году в городе была построена гигантская деревянная бочка[англ.], призванная превзойти старинную гейдельбергскую бочку в качестве самой большой в мире. Это сооружение диаметром 13,5 метров способно вместить 1700 м³ вина. Впрочем, для хранения вина эта бочка никогда не использовалась — внутри находится ресторан.

## Климат
| Показатель                             | Янв. | Фев.  | Март  | Апр. | Май  | Июнь | Июль | Авг. | Сен. | Окт. | Нояб. | Дек.  |
| -------------------------------------- | ---- | ----- | ----- | ---- | ---- | ---- | ---- | ---- | ---- | ---- | ----- | ----- |
| Абсолютный максимум, °C                | 16,6 | 20,5  | 25,6  | 29,4 | 34,4 | 36,5 | 39,7 | 38,6 | 32,4 | 28,0 | 21,3  | 19,9  |
| Средний максимум, °C                   | 4,4  | 6,2   | 11,2  | 15,7 | 20,2 | 23,3 | 25,7 | 25,3 | 20,8 | 15,0 | 8,9   | 5,6   |
| Средняя температура, °C                | 1,6  | 2,8   | 6,8   | 10,4 | 14,8 | 17,8 | 20,0 | 19,5 | 15,5 | 10,7 | 5,8   | 2,9   |
| Средний минимум, °C                    | −1,2 | −0,7  | 2,3   | 5,0  | 9,3  | 12,4 | 14,3 | 13,7 | 10,2 | 6,3  | 2,7   | 0,2   |
| Абсолютный минимум, °C                 | −20  | −16,8 | −12,1 | −6,5 | −0,2 | 4,0  | 5,0  | 3,2  | 1,4  | −6,3 | −8,8  | −16,9 |
| Норма осадков, мм                      | 38,3 | 40,5  | 37,6  | 36,4 | 57,5 | 56,9 | 55,1 | 50,1 | 41,6 | 46,3 | 44,7  | 54,9  |
| Источник: Погода и климат Бад-Дюркхайм |      |       |       |      |      |      |      |      |      |      |       |       |